# Bolgár ábécé
A bolgár ábécé (bolgárul българскa aзбука) Bulgária hivatalos nyelvének, a bolgárnak az írására használatos. A cirill írásrendszer egy változata, a korai cirill ábécéből alakult ki a 16. század folyamán. A bolgár három normája közül ezt az ábécét csak a fő, bulgáriai norma használja. A macedón nyelv saját cirill ábécét használ, a bánáti bolgár nyelvet pedig latin betűkkel írják.

## Történet
A bolgár nyelv írására 886-tól a glagolita ábécét használták, később a 10. századtól kezdve lassan átvették a cirill írást, annak is korai, egyházi szláv változatát. Orosz hatásra, a 18. században áttértek az Oroszországban is használatos, modern cirill írásra. Az elmúlt két században többször megreformálták az ábécét, kihagyva belőle a már nem használatos betűket. A legutolsó módosítás 1945-ben történt, amikor is kikerült az ábécéből a Ѣ és Ѫ betű. Azóta az ábécé 30 betűből áll.
A következő táblázat az aktuális ábécét tartalmazza, mellékelve a betűk kiejtését mutató IPA jelet is:
| А а [a]         | Б б [b] v. [bʲ] | В в [v] v. [vʲ]   | Г г [g] v. [gʲ] | Д д [d] v. [dʲ] | Е е [ɛ]           | Ж ж [ʒ]         | З з [z] v. [zʲ] | И и [i]          | Й й [j]          |
| К к [k] v. [kʲ] | Л л [l] v. [ʎ]  | М м [m] v. [mʲ]   | Н н [n] v. [nʲ] | О о [ɔ]         | П п [p] v. [pʲ]   | Р р [r] v. [rʲ] | С с [s] v. [sʲ] | Т т [t] v. [tʲ]  | У у [u]          |
| Ф ф [f] v. [fʲ] | Х х [x] v. [xʲ] | Ц ц [t͡s] v. [t͡sʲ] | Ч ч [tʃ]        | Ш ш [ʃ]         | Щ щ [ʃt] v. [ʃtʲ] | Ъ ъ [ɤ]         | Ь ь [ʲ]         | Ю ю [ju] v. [ʲu] | Я я [ja] v. [ʲa] |

Két bolgár mássalhangzó hangnak nincs saját betűje a mai bolgár ábécében, ezeket betűkapcsolattal jelöljük: дж [d͡ʒ] és дз [d͡z].
A mássalhangzóknak van kemény és lágy változata. Kivételt képeznek a ж, ш, ч és дж mássalhangzók, melyeknek csak kemény változatuk van. Valójában a lágy és a kemény változat két külön fonéma. Azonban a lágyság a mai bolgár irodalmi nyelvben az oroszhoz képest igen kis mértékű, a nyugati bolgár nyelvjárásokban szinte alig van meg, míg a keleti bolgár nyelvjárásokban erősebb. A lágyságot a mássalhangzó utáni ю, я és ь betű jelöli, ez utóbbi kizárólag o betű előtt állhat.
A keleti bolgár nyelvjárásokra továbbá jellemző a mássalhangzók allofónikus palatalizációja е és и magánhangzók előtt. Ez az irodalmi nyelvben hibának számít és egyfajta falusias, iskolázatlan ejtésnek minősül.
A щ betű nem jelöl külön hangot, hanem a ш és т betűk kombinációját [ʃt] vagy [ʃtʲ] jelöli.
Amikor magánhangzó után vagy ж, ш, ч és дж mássalhangzók után állnak, a ю és a я betűk két hangot jelölnek: [ju] és [ja]. Minden más esetben jelentésük: [ʲu] ill. [ʲa].

## Átírás
| Cirill betű | ALA/LC | BGN/PCGN | ISO | UN/GOST | WWS | Dancsev | Hivatalos | Magyar |
| ----------- | ------ | -------- | --- | ------- | --- | ------- | --------- | ------ |
| а           | a      | a        | a   | a       | a   | a       | a         | a      |
| б           | b      | b        | b   | b       | b   | b       | b         | b      |
| в           | v      | v        | v   | v       | v   | v       | v         | v      |
| г           | g      | g        | g   | g       | g   | g       | g         | g      |
| д           | d      | d        | d   | d       | d   | d       | d         | d      |
| е           | e      | e        | e   | e       | e   | e       | e         | e      |
| ж           | zh     | zh       | ž   | ž       | ž   | zh      | zh        | zs     |
| з           | z      | z        | z   | z       | z   | z       | z         | z      |
| и           | i      | i        | i   | i       | i   | i       | i         | i      |
| й           | ĭ      | y        | j   | j       | j   | y       | y         | j      |
| к           | k      | k        | k   | k       | k   | k       | k         | k      |
| л           | l      | l        | l   | l       | l   | l       | l         | l      |
| м           | m      | m        | m   | m       | m   | m       | m         | m      |
| н           | n      | n        | n   | n       | n   | n       | n         | n      |
| о           | o      | o        | o   | o       | o   | o       | o         | o      |
| п           | p      | p        | p   | p       | p   | p       | p         | p      |
| р           | r      | r        | r   | r       | r   | r       | r         | r      |
| с           | s      | s        | s   | s       | s   | s       | s         | sz     |
| т           | t      | t        | t   | t       | t   | t       | t         | t      |
| у           | u      | u        | u   | u       | u   | ou      | u         | u      |
| ф           | f      | f        | f   | f       | f   | f       | f         | f      |
| х           | kh     | kh       | h   | h       | h   | h       | h         | h      |
| ц           | t͡s     | ts       | c   | c       | c   | ts      | ts        | c      |
| ч           | ch     | ch       | č   | č       | č   | ch      | ch        | cs     |
| ш           | sh     | sh       | š   | š       | š   | sh      | sh        | s      |
| щ           | sht    | sht      | ŝ   | št      | št  | sht     | sht       | st     |
| ъ           | ŭ      | ŭ        | ″   | ǎ       | ã   | u       | a         | a      |
| ь           | –      | ’        | ′   | j       | j   | y       | y         | j      |
| ю           | i͡u     | yu       | û   | ju      | ju  | yu      | yu        | ju     |
| я           | i͡a     | ya       | â   | ja      | ja  | ya      | ya        | ja     |
| ѣ*          | i͡e     | e, ya    | ě   |         |     |         |           | ja, e  |
| ѫ*          | u̐      | ŭ        | ǎ   |         |     |         |           | a      |

Az utolsó két betű csak az 1945 előtti szövegekben található.

### Problémák a hivatalos átírással
A hivatalos átírásnak van néhány problémája, ami miatt nem tekinthető a „legjobb” választásnak. Az átírás nem különbözteti meg az а és ъ betűt, mindkettőt a-val írja át (a "ъ" betű kiejtése hasonlít a román ă kiejtéséhez, így kb. a magyar "ö" betűnek felel meg kiejtésében -> български ≈ bölgarszki). A kettős betűk miatt – nyelvismeret nélkül – nehéz eldönteni, hogy az adott kapcsolat a bolgárban is kapcsolat volt-e, vagy csak az átírás miatt kapjuk a kapcsolatot: például az изход átírásakor az izhod alakot kapjuk, amiből nem lehet tudni, hogy a zh a z + h kapcsolata, vagy a [ʒ]  (magyar zs) hang átirata. Hasonló a helyzet például a схема (magyarosan szhema) szónál is, átírása shema, ami lehet a s + h kapcsolata is, de az [ʃ] hang átírása is.
A szó végi -ия kapcsolatot egyszerűen -ia-val írják át (ez főként a településneveknél alkalmazott megoldás).